# Santa Cruz da Baixa Verde
Santa Cruz da Baixa Verde är en kommun i Brasilien.   Den ligger i delstaten Pernambuco, i den östra delen av landet, 1 400 km nordost om huvudstaden Brasília. Antalet invånare är 11 769.
Omgivningarna runt Santa Cruz da Baixa Verde är huvudsakligen savann. Runt Santa Cruz da Baixa Verde är det ganska tätbefolkat, med 116 invånare per kvadratkilometer.